# Дежарден, Жак
Жак Жарден или Дежарден (фр. Jacques Jardin, dit Desjardin; 1759—1807) — французский военный деятель, дивизионный генерал (1794 год), участник революционных и наполеоновских войн. Имя генерала выбито на Триумфальной арке в Париже.

## Биография

### Происхождение и ранняя служба
Родился в семье камердинера Жака Жардена (фр. Jacques Jardin; 1724—1791) и его супруги Мари Робино (фр. Marie Robineau). Поступил на военную службу 8 декабря 1776 года в пехотный полк Виваре. 1 февраля 1781 года стал капралом, 17 июня 1788 года – сержантом. 5 февраля 1790 года получил продолжительный отпуск, и вернулся на родину. Ревность, с которой он занимался обучением Национальной гвардии своего родного города с 20 февраля 1790 года, привела к назначению его командующим этой милиции 5 августа 1791 года.

### Революционные войны
Во время организации вверенных ему войск в 1792 году, собратья по оружию назначили его 19 августа подполковником 2-го батальона волонтёров Мена и Луары, с которым он совершил кампании 1792 и 1793 годов в рядах Северной армии.

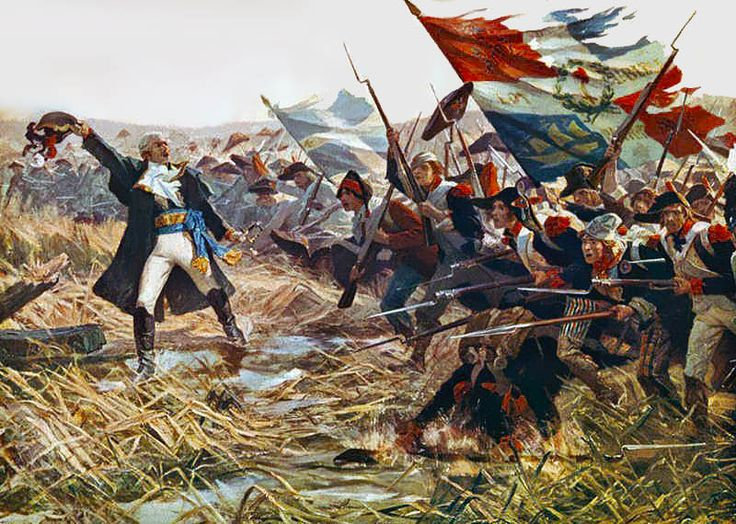
Битва при Жемаппе

6 ноября 1792 года Дежарден отличился в битве при Жемаппе. 2 декабря участвовал в захвате Намюра. Вновь проявил себя при отступлении войск Дюмурье, особенно возле Намюра, где его батальон заслужил восхищение всей армии. Смелые действия Дежардена принесли ему 3 сентября 1793 года звание бригадного. Командовал бригадой в дивизии Феррана под Мобёжем. 12 марта 1794 года был назначен комендантом этого города.
19  марта 1794 года получил звание дивизионного генерала. В боях под Мобёжем командовал сразу тремя дивизиями. Пытался деблокировать Ле-Кенуа. С 1 мая 1794 года он командовал правой дивизией Северной армии, маневрируя на Самбре. В своей критике поражения французов в битве при Грандренге 13 мая историк Виктор Дюпюи отметил, что 53 000 французских солдат должны были быстро расправиться с 22 000 солдат Франца Венцеля. Вместо этого Дежарден с 35 000 плохо обученных солдат атаковал людей Венцеля на укреплённых позициях без поддержки французских тяжёлых орудий, отставших из-за плохого состояния дорог. Пока шла битва, другой французский генерал Шарбоннье был на востоке в экспедиции за пищей. Как позже писал генерал Дюэм: «Мы все были детьми в военном искусстве». Указ Комитета общественной безопасности от 8 июня назначил его главкомом Арденнской армии. 28 сентября 1794 года эта армия была расформирована.
13 октября 1794 года возглавил дивизию в Самбро-Маасской армии. С 13 апреля по 7 июня 1795 года участвовал в осаде Люксембурга под началом генерала Атри, командуя 1-й дивизией. С 7 июня 1795 года командовал 2-й пехотной дивизией в Северной армии. С 25 июля по 23 августа 1795 года был комендантом Брюгге. 22 сентября 1795 года вернулся к командованию 2-й дивизией. 27 ноября 1795 года участвует в захвате Дюссельдорфа. 21 января 1796 года переведён с дивизией в Бельгию, и с 17  февраля служил во Фландрии. 7 октября 1796 года возглавил дивизию в Самбро-Маасской армии. 8 ноября 1796 года перешёл в Батавскую армию. 25 августа 1799 года возглавил 3-ю дивизию у Брюна. 6 декабря временно сменил Брюна во главе Батавской армии.
В 1799 году женился на Мари Риго (фр. Marie Francoise Adelaïde Rigaux; 1780—1860), дочери нотариуса из Суассона. В бракей имел двух дочерей Адель (фр. Adele Antoinette Jardin; 1800—1860 и Клотильду (фр. Clotilde Jardin; 1802—1878). Старшая сестра Мари, Элизабет Риго (фр. Élisabeth Émelie Rigaux; 1775—1861) была женой кавалерийского генерала Трейяра.
26 января 1800 года вновь возглавил дивизию. С 17 июля по 5 августа 1800 года временно командовал Батавской армией. С 23 сентября 1801 года Дежарден оставался без служебного назначения.

### Во главе дивизии Великой Армии
Вернувшись к активной службе 27 февраля 1804 года, был зачислен в военный лагерь Бреста, и возглавил 1-ю пехотную дивизию, которая 29 августа 1805 года вошла в состав 7-го армейского корпуса маршала Ожеро Великой Армии. Дежарден вновь выделялся своей храбростью и разумом. С началом боевых действий против Австрии и России, дивизия выдвинулась к местам будущих боевых действий. 11 октября 1805 года достигла Рейна. Наполеон поставил перед Ожеро задачу сосредоточить свой корпус в районе Фрибура, и отрезать возможное отступление эрцгерцога Фердинанда в Швейцарию. 25 октября дивизия выдвинулась к Кемптену, и к середине ноября достигла реки Инн. 13 ноября, после длительных маршей, прибыла в Тироль, где в Дорнбирне укрылся фельдмаршал Елачич, ранее вырвавшийся из под Ульма. Австрийцы были настолько деморализованы, что не пытались ни сопротивляться, ни отступать. 14 ноября они подписали капитуляцию, которую французский маршал Ожеро утвердил на следующий день. Согласно этой капитуляции 4058 австрийских солдат (фельдмаршал Елачич, три генерала, 160 офицеров и 3895 солдат) сложили оружие и знамёна (всего семь знамён) и под конвоем французских войск были препровождены до богемской границы. Далее они были отпущены на свободу при условии, что в течение года не будут участвовать в боевых действиях ни против Франции, ни против Итальянского королевства. Успешные действия корпуса были отмечены в 30-м бюллетене Великой Армии. 26 декабря Наполеон отправил 7-й корпус в Швабию в качестве резерва. 27 декабря дивизия расквартировалась в Дармштадте. 28 января 1806 года был получен новый приказ Императора: оккупировать Франкфурт-на-Майне, и освободить Дармштадт для дивизии Дюпона.

К концу лета 1806 года обострились отношения между Францией и Пруссией. 5 сентября дивизия получила приказ идти через Вюрцбург на Бамберг, где собирались все корпуса Великой Армии. По пути дивизия подобрала 14-й линейный полк, который вошёл в состав 1-й бригады. Войска Ожеро двигались в след за 5-м армейским корпусом маршала Ланна. 6 октября дивизия оставила Вюрцбург, и 8 прибыла в Бамберг. К вечеру 9 заняла Кобург. Коммуникации корпуса сильно растянулись, 2-я дивизия Эдле была в 4 1/2 км позади дивизии Дежардена. 10 октября Дежарден был в Заальфельде, не успев прийти на помощь Ланну, который разбил пруссаков у стен города. 13 октября переправилась у Калы, после чего выдвинулась на Йену. 14 октября была в Меллингене. 

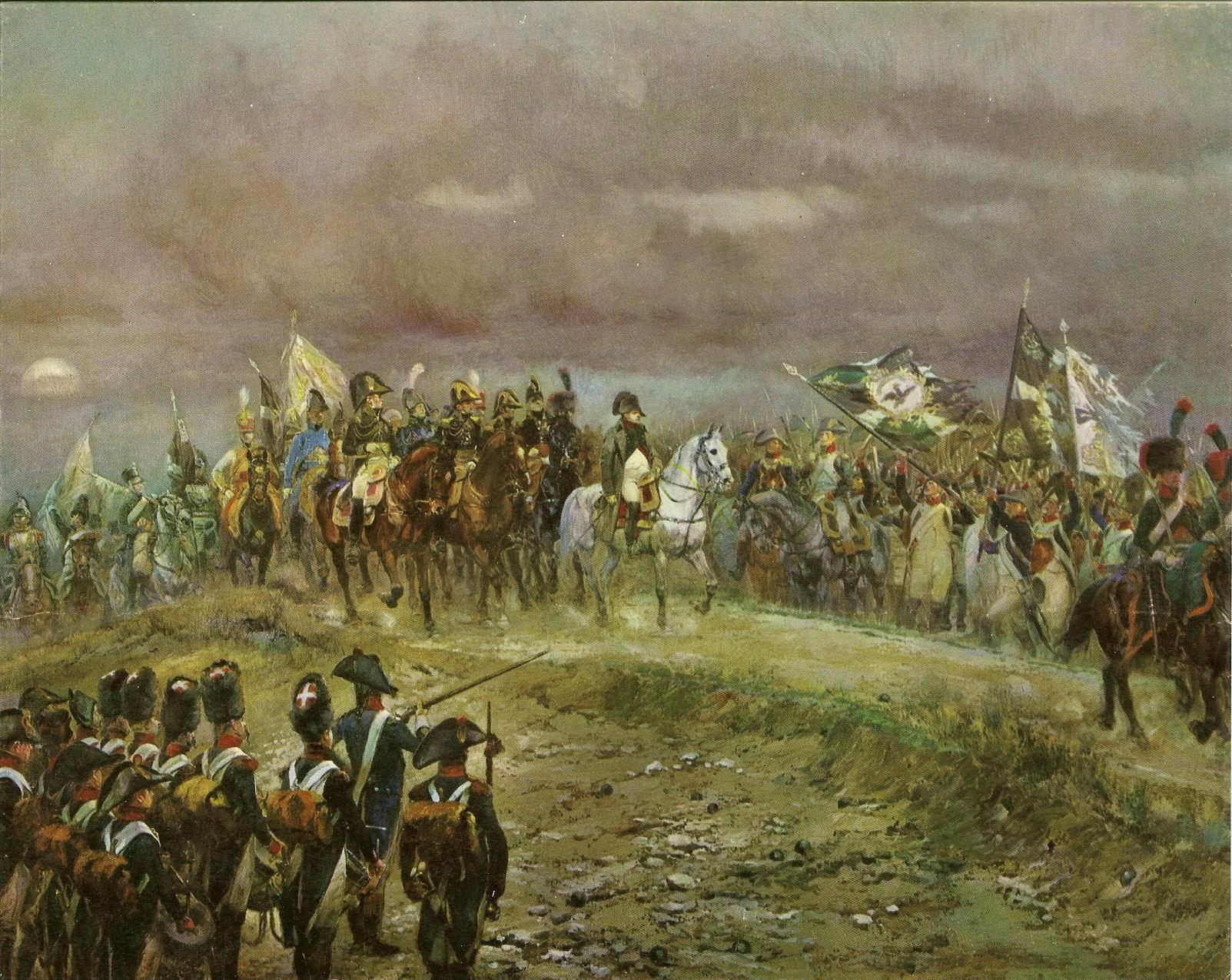
Французские войска вручают Наполеону захваченные прусские штандарты после битвы при Йене

В сражении при Йене корпус Ожеро действовал на левом фланге французов. Перед дивизией Дежардена была поставлена задача занять дорогу на Веймар. Корпус Ожеро вступил в боевую линию значительно позднее, чем это требовалось диспозицией. Только после того, как начался артиллерийский огонь, маршал приказал выстраиваться первой дивизии. Первая бригада вскарабкалась по обрывам Флоберга, между тем другая бригада избрала путь на Косподу, но наступление против Иссерштадтского леса последовало только после окончательного развертывания дивизии в две линии и потому едва могло начаться около 8.30 утра. Дивизия Дежардена, наступая медленно, осталась в лесу и потеснила находившийся против неё правый фланг войск Тауэнцина. Вскоре генералу Дежардену пришлось отправить 105-й линейный полк к Фирценгейлигену на помощь Нею. Медленное продвижение Дежардена позволило саксонцам занять ключевую деревню Иссерштадт и гору Флоберг. Однако неумелые и вялые действия саксонцев позволили Дежардену довольно быстро выбить их из деревни, после чего последовала яростная атака тяжёлой кавалерии Мюрата, которая окончательно уничтожила саксонские силы. По окончания сражения дивизия бивакировала на поле боя. 26 октября вступила в Берлин. 29 октября в полдень Император устроил смотр корпусу Ожеро. В 22-м бюллетене говорилось: «Сегодня в полдень Император провёл смотр 7-го корпуса под командованием маршала Ожеро. Этот корпус пострадал очень мало. У половины солдат даже не было возможности сделать выстрелы; но все они имели ту же волю и то же бесстрашие. Вид этого корпуса был великолепным. Один ваш корпус, сильнее всего, что осталось у короля Пруссии, а ведь вы не составляете и десятую часть моей армии». После этого дивизия оставалась и отдыхала в столице Пруссии. 9 ноября прибыла в Дризен. Но война продолжалась, и вскоре французам предстояло скрестить оружие с русскими.
28 ноября дивизия вступила в Варшаву. Действовала в районе слияния рек Нарев и Висла. К 5 декабря выдвинулась к Плоцку и поддерживала связь с корпусом Нея у Торна. 9 декабря авангард дивизии подошёл к Закроцемцу. 10 декабря переправилась через Вислу между Закроцемцем и Утратой. Бригада Лаписса вступила в Плоньск и преследовала врага. 22 декабря, тесня казаков, авангард корпуса подошёл к Вкре. Дивизия Дежардена и бригада Ватье пошли на Колозомб, Ожеро с Эдле и Мийо на Сохочин. Солдаты при помощи местных жителей готовили плоты. Река Вкра была не широкая, но имела топкие берега. На заре Дежарден подошёл к переправе у Колозомба. Они с ходу начали переправу на плотах, но были встречены метким огнём русских и откатились. Вторая попытка также закончилась неудачей. Тогда Дежарден приказал инженерному капитану Лезеку под прикрытием солдат 16-го лёгкого восстановить мост, используя для этого не уничтоженный в спешке склад с балками и толстыми досками. Одновременно с этим правее, ниже по течению в полутора километрах, обходя левый фланг Барклая, переправился Лаписс с другой частью 16-го. В этом же месте реку перешла часть французской кавалерии. Сапёры под ожесточённым огнём, от которого погибло несколько человек, навели понтонный мост, по ещё незакреплённым доскам которого перешли солдаты 14-го линейного. Впереди с гренадерской ротой находился полковник Савари. Отряд был атакован русской кавалерией, и Савари был заколот пикой в сердце. Русские врубились в ряды французов, но всё новые и новые подразделения переходили Вкру, и неприятель был оттеснён. Плацдарм для беспрепятственной переправы был получен. В это же время во фланг ударил Лаписс с 16-м, и неожиданной атакой захватил редут и находившиеся в нём орудия. Это были первые трофеи, захваченные у русских в эту войну. Около 2 часов дня, мост и редут были захвачены. Часть войск Дежардена устремилась по лесной дороге на юго-восток, в направлении Нове-Място, а 105-й линейный повернул влево, вдоль реки к Сохочину, встретив по пути в лесу Тенгинский полк. Полковник Абер перешёл в наступление, но в ходе штыковой схватки был отброшен обратно в лес. Однако после подхода генерала Лефранка с батальоном 44-го линейного, русский полк был вынужден отступить. В итоге в ходе сражения дивизия потеряла 33 убитыми и 223 ранеными, так и не получив никакой действенной поддержки от дивизии Эдле. В 45-м бюллетене Наполеон описал переправу через Вкру, и отметил успешные действия 16-го лёгкого и 14-го линейного, а также гибель полковника Савари.
После этого, дивизия пошла в сторону Голымина. К 8 утра авангард подошёл к городу. До 12 часов стрелки и конные егеря вели перестрелку с русскими. Подошедшая пехота Дежардена не позволила генералу Щербатову занять лес. Вскоре за лес разгорелся яростный бой. Бригада Лефранка была отбита картечью и солдатами Щербатова с дистанции 50 метров, и отошла на 200 шагов. Сам Лефранк был ранен, и заменён полковником Альбером, адъютантом Ожеро. Вторая попытка имела такой же результат. После этого продолжалась только перестрелка. Дежарден свернул войска перед Каленчиным в каре. В итоге атака Ожеро на правом фланге не имела успеха. После наступления темноты пехота Ожеро и Даву заняла деревню Каленчин. Затем при поддержки 18 орудий французы с двух сторон ворвались в Голымин, где после 20 часов завязался ожесточённый рукопашный бой. В рядах русских возникла неразбериха, и они начали отступать. Екатеринославский гренадерский и Владимирский мушкетёрский вышли к Голымину, который уже был занят бригадой Лаписса. Французы встретили русских ружейным и картечным огнём, что вызвало замешательство и расстройство в рядах неприятеля, а также к потере двух орудий. Последние схватки продолжались до 22 часов. 16-й лёгкий попытался отрезать путь отступления, но ему помешала темнота. Тогда Лаписс выдвинул батальон 14-го линейного, но и это не помогло, и вскоре французы отошли к Голымину. После сражения дивизия отошла к Вышогруду и Блони на Висле, где были база и магазины. К 7 января 1807 года дивизия расположилась на зимние квартиры в Нове-Място и окрестностях.
В последних числах января боевые действия возобновились. 1 февраля был получен приказ наступать на Найденбург и Яново. 3 февраля дивизия прибыла в Алленштайн. 5 февраля у Бергфрида действовала в центре, но активного участия в бою не принимала, как и 6 февраля при Гофе, где располагалась на левом фланге, и помогла занять деревню Гоф. 7 февраля прибыла к Эйлау, начав обход Тенкнитенского озера. К вечеру расположилась на бивак в Цезене, где голодные французские солдаты тщетно пытались найти пропитание, так как уже 8 дней из-за отставания обозов не получали продовольствие. В итоге ограничились на ужин несколькими картофелинами и водой. 8 февраля Наполеон расположил дивизию во второй линии, на левом фланге, левее города Эйлау. В 10 часов пошла в атаку. Пока войска выдвигались, в 11 часов начались снегопад и метель. 7-й корпус, стоявший между Эйлау и Ротененом выступил против центра русских. Первые бригады дивизий следовали в колоннах, вторые - свёрнутые в каре. В первой линии находилась дивизия Дежардена, во второй - Эдле. С первых минут движения 7-й корпус начали преследовать неудачи. Ослеплённые метелью, хлеставшей снегом в лицо и не позволявшей видеть далее чем на 15 шагов, дивизии разошлись, а первые бригады оторвались от вторых. Также был утрачен контакт с дивизией Сент-Илера. Была потеряна и поддержка артиллерии, так как и она сильно отстала. Когда на короткое время погода разъяснилась, Ожеро неожиданно для себя оказался перед центром генерала Остен-Сакена, ударившего в упор из 70 орудий. Дежарден оказался перед отрядом Маркова. Ошеломлённые ливнем железа, французские полки понесли огромные потери и смешали ряды. Дежарден был тяжело ранен и скончался через три дня в Ландсберге (ныне Гурово-Илавецке, Польша).

## Воинские звания
- Солдат (8 декабря 1776 года);
- Капрал (1 февраля 1781 года);
- Сержант (17 июня 1788 года);
- Подполковник (19 августа 1792 года);
- Бригадный генерал (3 сентября 1793 года);
- Дивизионный генерал (19 марта 1794 года).

## Награды
Легионер ордена Почётного легиона (11 декабря 1803 года)
 Коммандан ордена Почётного легиона (14 июня 1804 года)